# Herz-Kestranek (Familie)
Die Familie Herz-Kestranek ist eine österreichische Großbürger- und Intellektuellenfamilie.
Der väterlicherseits aus Pilsen stammende Wilhelm Kestranek (1863–1925), ältestes von sieben Kindern,
war Freund und Protegé von Karl Wittgenstein. Wilhelm, genannt Vilmos, wurde zum Familienpatriarchen, in dessen Haus bis 1915 der monatliche Familientag stattzufinden pflegte (danach bei Eugen und Ida Herz). Der  Zentraldirektor der Prager Eisenindustrie-Gesellschaft hatte hohe Funktionen in der österreichischen Montanindustrie inne.
Wilhelms Schwester Ida wurde von Hugo von Hofmannsthal verehrt, heiratete aber Eugen Herz (1875–1944), der sich wie sein Schwager in der österreichischen Montanindustrie profilierte.
Das Schicksal von Stefan Herz-Kestranek (* 1909), dem Sohn von Ida und Eugen und Vater des Schauspielers und Autors Miguel Herz-Kestranek, wurde von Letzterem in einem Buch aufgearbeitet. Der Neffe  Wilhelm Kestraneks war mit Heimwehrführer Ernst Rüdiger Starhemberg befreundet, schloss sich auch selbst der Heimwehr an. Dies und die verdrängten jüdischen Wurzeln der Familie machten für ihn 1938  eine Flucht in die Schweiz überlebensnotwendig.
Aus dem Exil in der Schweiz, in Frankreich und ab Ende 1941 in Uruguay schrieb Stefan Herz-Kestranek interessante Briefe an seine Eltern, die heute als Buch vorliegen.
Vom Architekten, Maler und Philosophen Hans Kestranek (1873–1949), wahrscheinlich einem jüngeren Bruder Wilhelms, stammt eine der ersten Interpretationen von Ludwig Wittgensteins tractatus logico-philosophicus.
Die gesamte Familie war mit dem Salzkammergut, insbesondere dem Ort Sankt Gilgen eng verbunden; Wilhelm Kestranek ließ dort 1906–07 eine große Villa errichten. Es ergaben sich unter anderem kulturelle und freundschaftliche Kontakte zu Mitgliedern der Zinkenbacher Malerkolonie.